# دروتا
دروتا (به ایتالیایی: Deruta) یک کومونه در ایتالیا است که در استان پروجا واقع شده‌است.

## خصوصیات
دروتا ۴۴ کیلومترمربع مساحت و ۸٬۹۳۵ نفر جمعیت دارد و ۲۳۴ متر بالاتر از سطح دریا واقع شده‌است.

## خواهرخوانده
شهر جیویا سانیتیکا خواهرخواندهٔ دروتا هست.